# Humillados y ofendidos
Humillados y ofendidos é uma telenovela mexicana, produzida pela Televisa e exibida em 1977 pelo El Canal de las Estrellas.

## Elenco
- Silvia Pasquel
- Juan Peláez
- Rafael Banquells
- Sonia Furió